# Éclipse solaire du 20 avril 2042
L'éclipse solaire du 20 avril 2042 sera une éclipse totale.

## Parcours

Carte animée de l'éclipse.

Cette éclipse totale commencera dans l'océan Indien, touchera Sumatra qu'elle traversera, puis passera sur la pointe ouest de Bornéo et longera la côte nord de la Malaisie orientale. Brunei sera concerné par l'éclipse totale, ensuite elle touchera les Philippines avec l'ile de Palawan qui sera presque entièrement incluse dans le trajet de l'ombre, puis elle passera au centre-nord des iles philippines, l'ile de Luçon sera touchée par cette éclipse totale dans sa partie sud. Ensuite son parcours sera uniquement sur l'océan Pacifique, longeant de loin les côtes extrême-orientales, jusqu'à finir au large des côtes du Canada.